# 特雷索湖

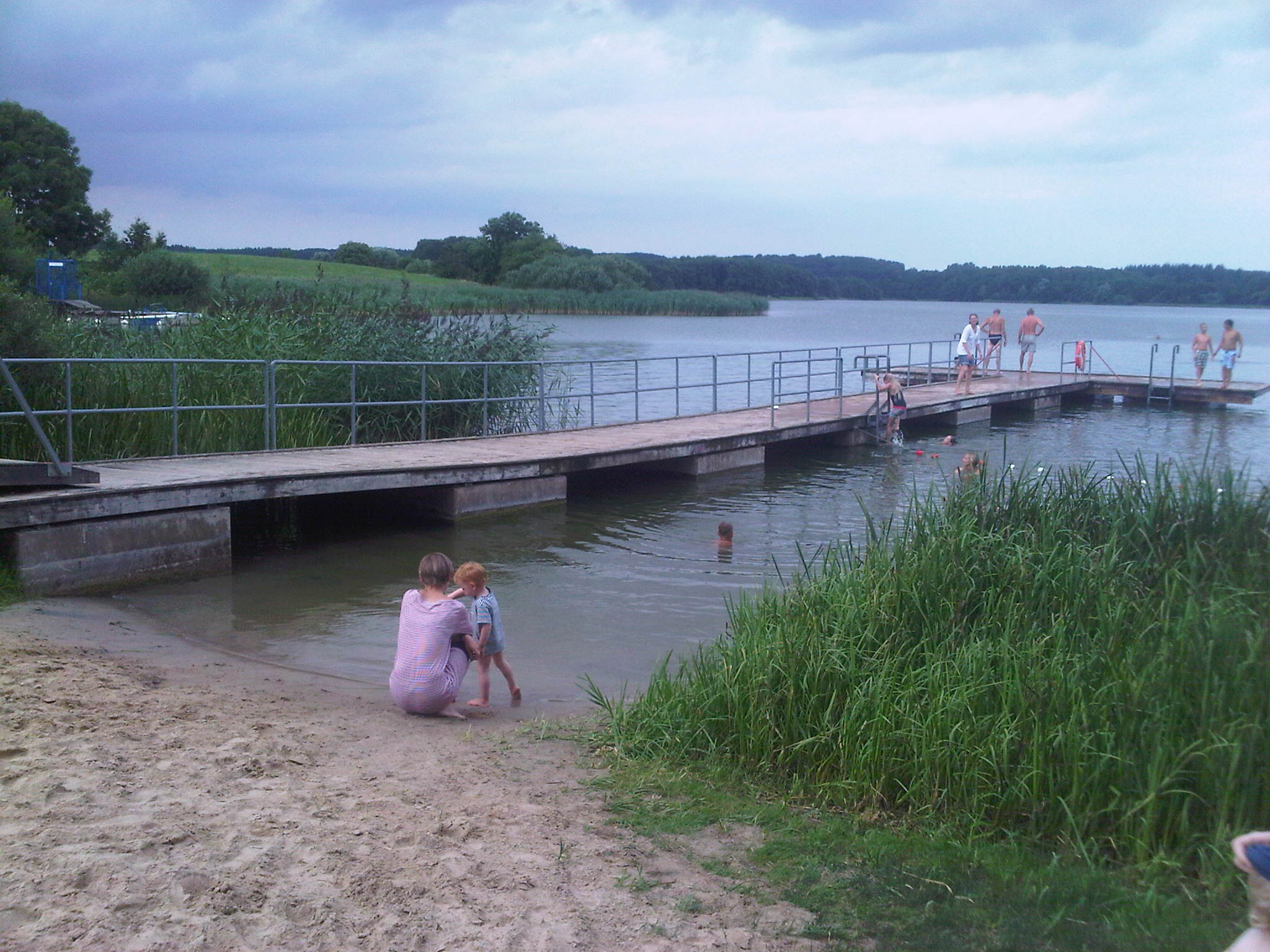

53°51′05″N 11°19′07″E / 53.8513°N 11.3186°E
特雷索湖（德語：Tressower See），是德國的湖泊，位於該國東北部梅克倫堡-前波美拉尼亞州，由西北梅克倫堡縣負責管轄，長2公里、寬0.5公里，面積0.62平方公里，海拔高度40米。